# 부리토
부리토(스페인어: burrito)는 토르티야에 콩과 고기 등을 넣어 만든 멕시코 및 텍스멕스 요리이다. 토르티야에 콩과 고기를 얹어 네모 모양으로 만들어 구운 후 소스를 발라 먹는 멕시코의 전통요리이다. 토르티야는 부드럽고 유연하게 하기 위해 거의 대부분 찌거나 살짝 구운 것을 사용한다.
고기는 쇠고기 또는 닭고기를 이용하며, 콩은 다양한 종류를 준비한다. 멕시코에서는 고기와 삶아서 튀긴 콩만 사용하는 경우도 있다. 미국에서는 쌀, 양배추, 살사, 콩, 과카몰레 등 여러 재료를 조합하여 부리토 속에 넣으며 크기도 다양하다.

## 어원
부리토는 스페인어로 "새끼 당나귀"를 뜻한다. 부리토가 음식의 이름으로 사용된 것은 당나귀에 싣고 다녔던 침낭과 모습이 유사한 것에서 유래한 것으로 추측된다.

## 역사

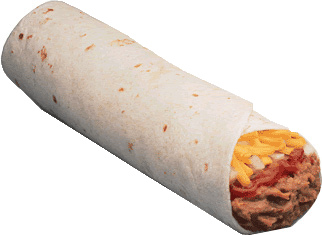
기본적인 형태의 부리토

현대 부리토가 개발되기 전 멕시코의 메소아메리카 사람들은 고추, 토마토, 버섯, 스쿼시, 아보카도를 채우고 옥수수 토르티야로 식재료를 포장했다. 미국 남서부의 푸에블로 원주민들도 현대식 부리토와 비슷한 콩과 고기 소스 충전재를 토르티야로 감싸 만들었다. 그러나 이런 형태는 현대 부리토보다는 단순한 타코의 기원으로 보고 있다.
현대 부리토의 정확한 기원은 알려지지 않았다. 그러나, 일반적으로 맥시코계 미국인 사회에서 시작된 것으로 여겨진다. 어떤 사람들은 19세기 멕시코 북부의 바쿠에로스(vaqueros)에서 유래했을 수도 있다고 추측했다. 많은 사람들이 캘리포니아의 센트럴밸리, 프레즈노와 스톡턴의 농민들에게서 유래했다고 추측한다. 센트럴밸리의 농산물을 많이 골라낸 농민들은 수제 밀가루 토르티야, 콩, 매운 살사 핫소스로 구성된 재료로 들판에서 점심을 준비한다. 다른 농민들은 가정에서 부리토를 준비하고 포장재로 싸서 햇볕에 놓아 보온할 수 있다. 1895년 Diccionario de Mexicanismos에서, 부리토는 과나후아토의 지역 품목으로 확인되었고, "토르티야 아로야다는 고기 또는 다른 재료들을 안으로 굴려 넣는다. 유카탄에서는 코치토, 쿠에르나바카 및 멕시코시티에서는 타코라고 부른다."라고 정의되었다.
자주 언급되는 유래로 후안 멘데스(Juan Méndez)라는 남자가 멕시코 혁명 기간(1910~1921) 동안 자신과 음식을 운반하기 위해 당나귀를 사용하여 시우다드후아레스의 벨라비스타 지역에 있는 거리에서 타코를 판매한 것에 있다. 음식을 따뜻하게 유지하기 위해, 멘데스는 작은 식탁보 아래에 있는 커다란 수제 밀가루 토르티야에 식재료들을 감쌌다. "부리토의 음식"(즉, "작은 당나귀의 음식")이 인기를 얻음에 따라 "부리토"는 결국 이 큰 타코의 이름으로 채택되었다.
1923년 알레한드로 보르케즈(Alejandro Borquez)는 로스앤젤레스에서 소노라 카페(Sonora cafe)를 개업했으며, 나중에 이름을 엘 쵸로(El Cholo) 스페인식 카페로다. 부리토가 미국 식당 메뉴에 처음 등장한 것은 1930년대 엘 초로 스페인 카페에서 부터였다.  부리토가 미국의 언론 매체에서 처음 언급된 것은 1934년에 역사가 어나 퍼거슨이 저술한 뉴멕시코의 지역 요리법 모음인 "Mexican Cookbook"에서였다.

## 지역별 형태

### 멕시코
부리토는 텍사스주 엘파소에 접한 멕시코 북부 치와와주 도시인 시우다드후아레스의 전통 음식으로 식당이나 길거리 음식으로서 접할 수 있다. 비야아우마다(Villa Ahumada)와 같은 북부 멕시코 국경 마을에는 부리토 식사 제공에 대해 명성이 확고하다. 정통 멕시코 부리토 일반적으로 작고 얇게하여, 하나 또는 두 가지 성분(고기 또는 생선, 감자, 쌀, 콩, 아사데로 치즈, 칠레 라하스(chile rajas) 또는 칠레 레예노를 포함하여, 밀가루 토르티야로 싼다.  다른 종류의 재료로는 바르바코아, 몰레, 프리홀레스 레프리토스(익힌 콩을 으깬후 기름에 튀긴 요리)와 치즈, 데세브라다(deshebrada, 잘게 찢은 측면 부위로 약한불에 조리한 스테이크)가 있다. 데세브라다 부리토에는 칠레 콜로라도(chile colorado, 약간 매운맛) 및 살사 베르데(salsa verde, 아주 매운맛)같은 변형도 있다. 멕시코 부리토는 전통적인 타코 데 카나스타(taco de Canasta)의 북부식 변형이며, 세끼 식사때 먹는다.
부리토가 멕시코 이외 지역의 멕시코 요리의 가장 유명한 예 중 하나이며, 멕시코에서는 북부 지방에서만 인기가 있다. 그러나, 멕시코 다른 지역의 일부 비 전통적 장소에서도 나타나기 시작하고 있다. 부리토에 사용되는 밀가루 토르티야는 멕시코 북서부, 미국 남서부 멕시코계 미국인 공동체 및 푸에블로 인디언 부족에 특화되어 있음에도 멕시코 전역에서 종종 볼 수 있다.(이는 해당 지역이 옥수수 재배를 위한 최적 조건에 맞지 않기 때문인 것으로 보인다.)
부리토는 멕시코 중부와 남부에서는 보통 타코스 데 하리나(tacos de harina, 밀가루 타코)라고 불리며, 멕시코 북부 이외의 지역에서 북부 스타일의 식당에서는 부리타스(여성형으로 'a'를 부여)로 표기한다. 치미창가와 비슷하게 길고 얇은 튀김 부리토는 소노라 및 주변 지역에서 만들어지며 치비창가(chivichanga)라고도 한다.

### 샌프란시스코

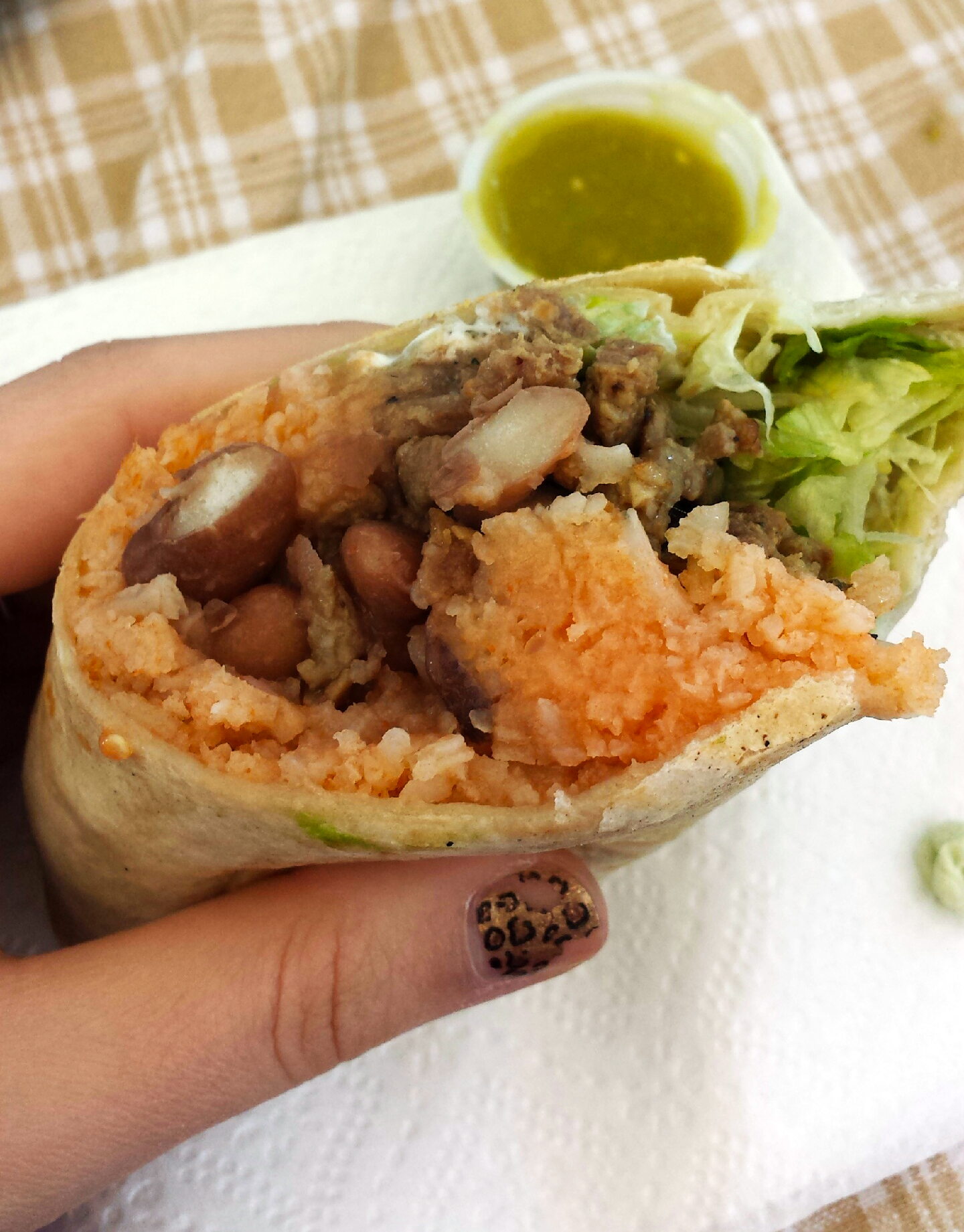
쌀, 고기, 콩, 양상추로 구성된 미션식 부리토.

미션 부리토(Mission burrito)의 기원은 1960년대와 1970년대의 미션 지구(Mission District)의 타코 상점(taquería, 타케리아)으로 거슬러 올라갈 수 있다. 이 유형의 부리토는 스팀 테이블 조립 라인에서 생산되며, 카르네 아사다(carne asada, 쇠고기), 멕시코식 쌀, 콩(비 정제), 사워 크림, 양파와 같은 충전물을 포함하며, 대형 토르티야로 감싸고 알루미늄 호일로 포장된 것이 특징이다.
페브로니오 온티베로스(Febronio Ontiveros)는 1961년 폴솜 가(Folsom Street)의 코너 식료품 가게인 엘 파로(El Faro)에서 샌프란시스코에서 첫 번째 소매 부리토를 제공했다고 주장한다. 온티베로스는 "샌프란시스코 스타일"의 초기 개발로 이어지는 "슈퍼 부리토(super burrito)"스타일을 발명한 것을 정석으로 보고있다. 이 유형은 일반 육류, 콩, 치즈 부리토에 쌀, 사워 크림, 구아카몰 등이 첨가되어있다. 미션 부리토는 1970년대와 1980년대 지역 요리 운동과 함께 부상했다. 샌프란시스코식 부리토의 인기는 엘 파롤리토(El Farolito)와 같은 미션 스트리트 타케리아(Mission Street taquerias)와 New York's Dos Toros, Chipotle Mexican Grill, Illegal Pete's, Freebirds World Burrito, Qdoba,  Barberitos와 같은 체인을 통해 전국적으로 성장했다. 1995년 World Wrapps는 샌프란시스코의 마리나 지구(Marina District)에 문을 열었으며 레스토랑 업계에 부리토 형태의 랩 샌드위치를 선보였다.

### 샌디에이고

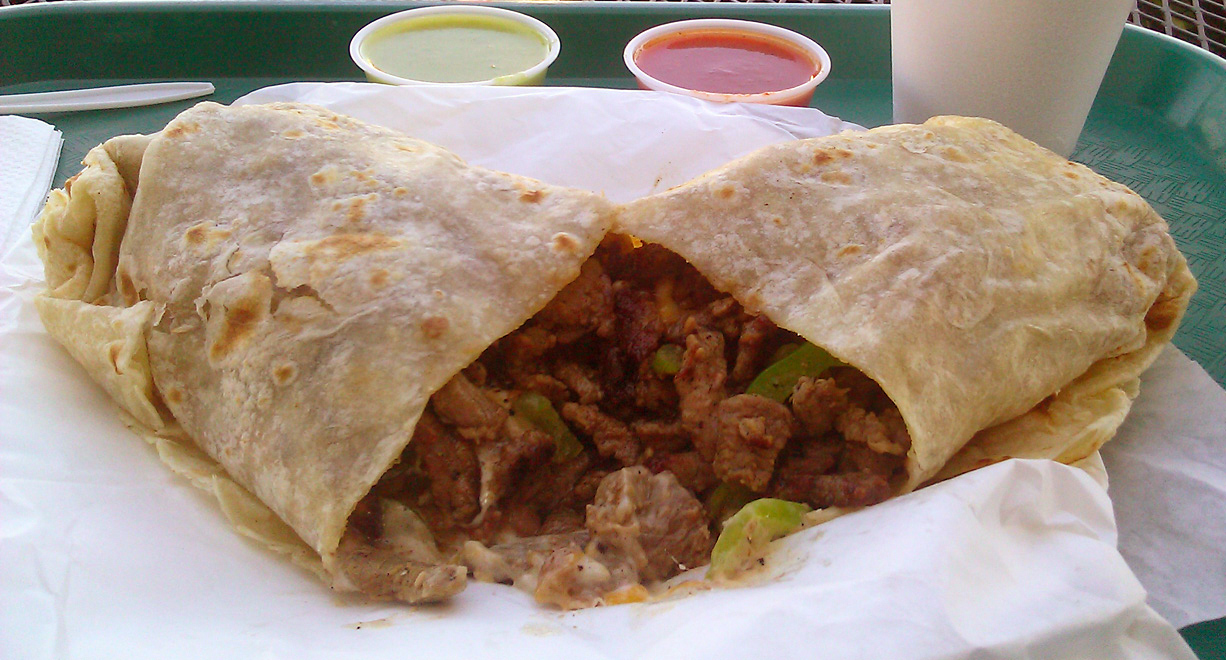
카르네 아사다 부리토와 그 내용물

샌디에이고식 부리토는 캘리포니아 부리토와 카르네 살사 부리토가 있다. 형태는 미션 스타일 부리토와 달리 전형적으로 더 크고 내용물을 많이 포함하며 "고기, 치즈, 살사로 구성된 소박한 식사(austere meal of meat, cheese and salsa)"로 묘사된다.  샌디에이고에 있는 멕시코 레스토랑에서는 주력 메뉴로 "no-frills(순수함)"이라고 묘사된 부리토를 제공한다. 미션 스타일 부리토와 달리 조립 라인은 사용되지 않는다.:165 1960년대초 로베르토 로블레도(Roberto Robledo)는 샌디에이고에 토르티예리아를 개업하고 레스토랑 사업을 시작했다. 로블레도는 1960년대 후반 라 로미타(La Lomita)에서 작은 콩 부리토를 판매하기 시작했으며, 1970년에 처음으로 Roberto's 타코 상점을 설립했다. 1999년 Roberto's는 60개의 타코 상점 체인으로 확장하여 고유한 품질로 알려진 신선한 부리토 소스를 제공했다. Roberto's의 명성을 기리기 위해 샌디에이고의 새로운 타코 매장에서는 Alberto's, Filiberto's, Hilberto's 등의 이름이 붙은 "-bertos" 접미사를 사용하기 시작했다.:166–169

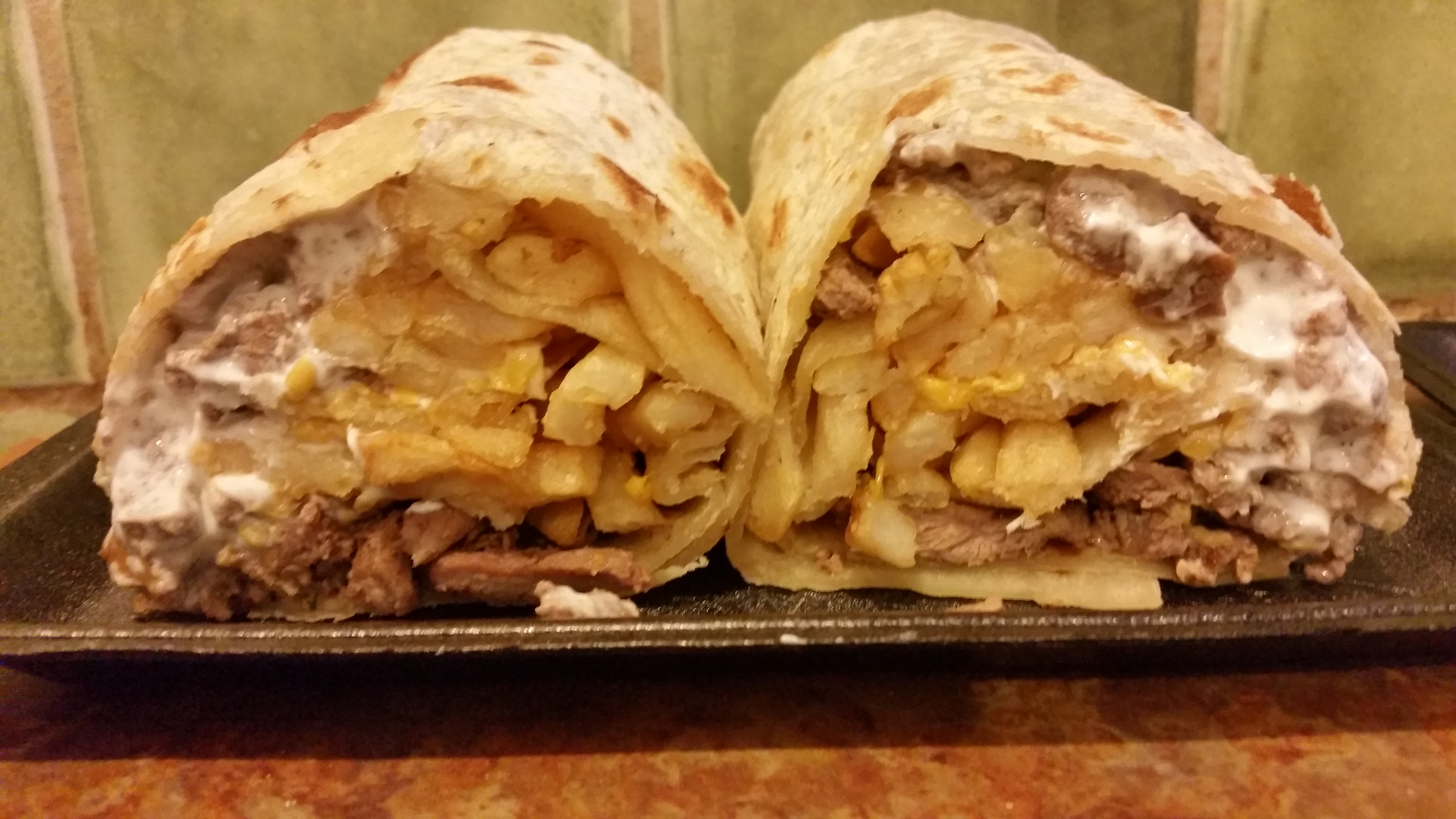
캘리포니아 부리토와 그 내용물

캘리포니아 부리토는 1980년대 샌디에이고에서 알려지지 않은 -베르토(berto)의 유명한 레스토랑에서 유래했다.:165, 168 캘리포니아 부리토에 관한 또 다른 주장은 Fresh MXN 체인(구 Santana's)이다. 가장 초기에 알려진 언급은 앨버커키 트리뷴의 1995년 기사에 실렸다. 캘리포니아 부리토는 일반적으로 카르네 살사 고기, 감자 튀김, 치즈와 고수 잎, 피코 데 가요, 사워 크림, 양파, 과카몰레 중 한가지(또는 이 다섯 가지 조합)로 구성된다.:153 재료는 카르네 살사 프라이 요리에 사용된 재료와 유사하며 샌디에이고의 현지 요리의 필수 요소로 간주된다. 캘리포니아 부리토는 사회 경제적 계층을 넘어 사람들에 의해 정기적으로 소비되기 때문에 "트랜스 클래스(trans-class)"식품 품목으로 묘사되었다. 이 부리토의 여러 가지 변형으로 카르네 살사에 새우(서프 앤드 터프), 또는 카르니타스(carnitas) 또는 닭고기로 대체된다.
카르네 살사 부리토는 샌디에이고의 향토 음식으로 간주된다. 샌디에이고 스타일의 카르네 살사 부리토는 카르네 살사 덩어리, 과카몰레, 피코 데 가요 살사와 함께 제공된다. 이 "바닥을 완전히 덮는(wall-to-wall)" 고기의 사용은 쌀과 콩을 충전재로 사용하는 다른 부리토 스타일과 대조된다.

### 로스앤젤레스
로스앤젤레스에는 여러 가지 독특한 현지화 부리토가 있다. 첫 번째는 가장 전통적인 형태의 부리토로 Al & Bea's, Lupe's #2, Burrito King과 같은 멕시코계 미국인 식당이 그 예이다. 이 식당은 거의 대부분 수십년 동안 운영해 왔으며 전형적인 타케리아에 비해 뚜렷하게 미국식 메뉴를 제공한다. 부리 토 자체는 다양한 형태가 있으나, 거의 대부분 콩, 고기(거의 대부분 조린 쇠고기 또는 칠리)와 치즈(대부분 체더)가 들어가며, 쌀 같은 다른 재료들은 전형적인 미션 부리토에서 부가적으로 제공된다.
이 부리토의 가장 기본적인 형태는 콩과 치즈만으로 이루어져 있다. 이것 이외에도 "그린 칠리(green chile)"와 "레드 칠리(red chile)"부리토가 있는데, 이것은 단순한 칠리를 추가한다거나, 일반적인 콩에 고기 없이 칠리 소스가 추가된 경우나(Al & Bea's 와 같이), 육류 및 치즈가 포함되는 경우가 포함된다.  쌀은 거의 포함되지 않으며, 가장 중요한 요소인 칠리의 종류에 따라 좌우된다.  메뉴는 대개 "beef and bean(쇠고기와 콩)", "올비프(all-beef, 쇠고기만으로)", "스페셜(special)"과 같은 여러 조합 형태 등으로 표기되고 있다. 식당에서 햄버거와 샌드위치를 제공하는 경우, 핫도그 부리토와 같이 여러 메뉴중 하나 이상을 부리토 형태로 판매할 수 있다.
이전 품목 외에도, 로스앤젤레스는 멕시코 퓨전 요리의 범주에 속한다고 말할 수 있는 3가지 부리토 스타일의 본거지이기도 하다. 첫 번째는 1946년부터 다운타운 로스앤젤레스의 1번가와 메인 가의 레스토랑에서 판매되기 시작한 코셔(kosher) 부리토가 있다. 또 하나는 멕시코 요리와 한국 요리를 합친 최초의 요리사 로이 최(Roy Choi)가 고안한 코기(kogi) 부리토다. 코기 부리토는 LA 위클리에서 2012년 로스앤젤레스에서 일곱 번째로 가장 좋은 부리토로 선정되었다. 기 캐시 채플린(Cathy Chaplin)은 칠리-간장 비네그레트, 참기름, 신선한 라임 주스가 강조된 최씨의 작품들에 대해 "이것이 로스앤젤레스의 취향이다."라고 말했다. 마지막으로, 조가사키(Jogasaki) 푸드 트럭에서 판매되는 버전인 스시(sushi) 부리토가 있다.스시 부리토에 쓰이는 충전재로 양념한 참치, 덴푸라, 오이 등을 포함하여 밀 토르티야에 싸놓는다.
로스앤젤레스에서는 대규모 멕시코 공동체가 존재하기 때문에, 오아하카식에서 이달고식에 이르기까지 멕시코의 여러 지역에 걸친 다양한 종류의 부리토 품종을 찾을 수 있다.

## 기타 변형

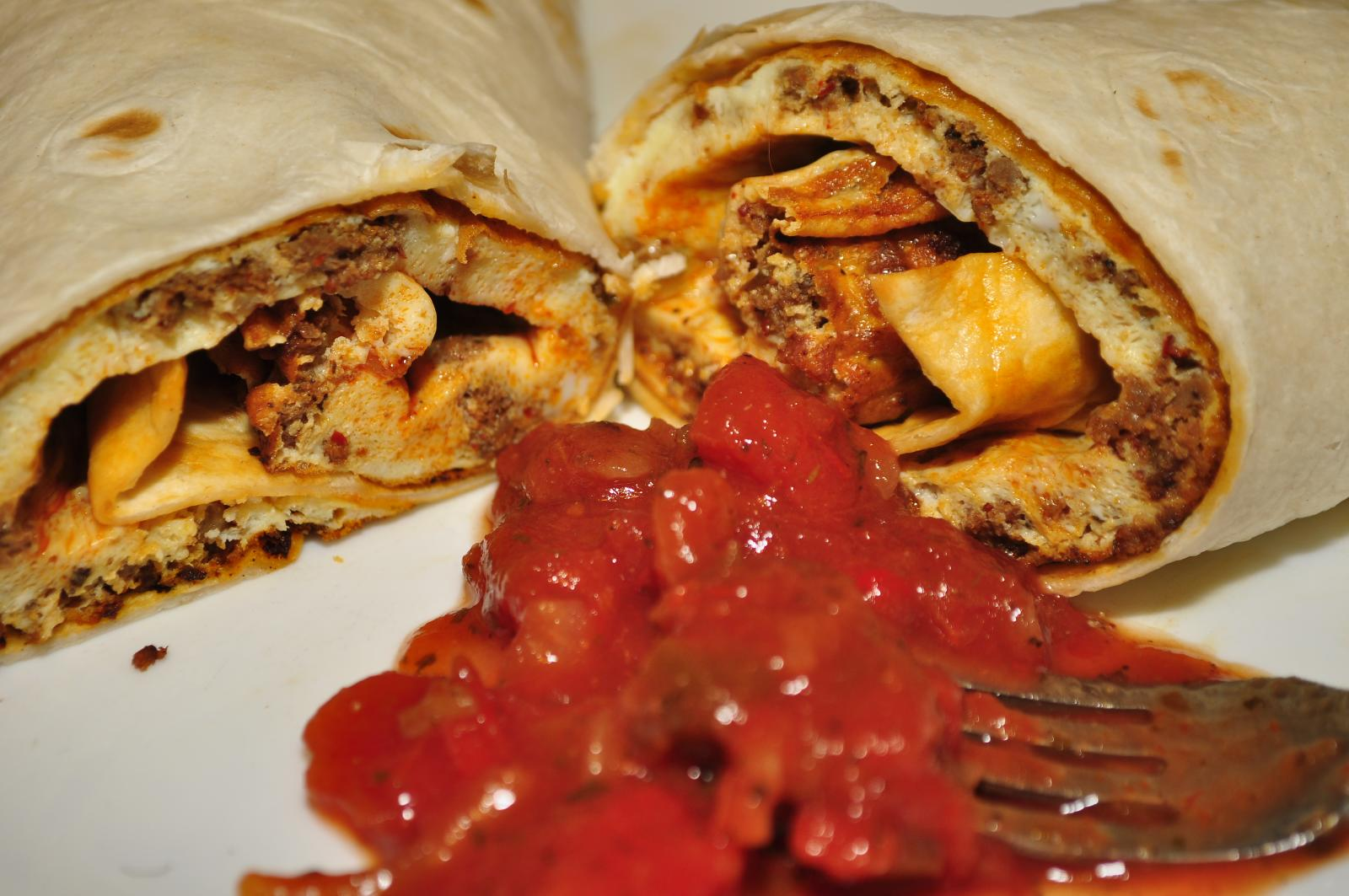
살사를 곁들인 초리소와 달걀이 들어간 부리토

### 브렉퍼스트 부리토
브렉퍼스트 부리토(Breakfast burrito)는 다양한 미국식 아침 식사로 이용되는 요리 중 하나로, 밀가루 트로티야 안에 아침 식사로 쓰이는 식재료, 특히 스크램블 에그로 구성되어 있다. 이 스타일은 여러 지역의 미국 요리, 특히 뉴멕시코 요리, 미국 남서부 요리, 텍스멕스 요리에서 대중화되어 있다.

### 젖은 부리토

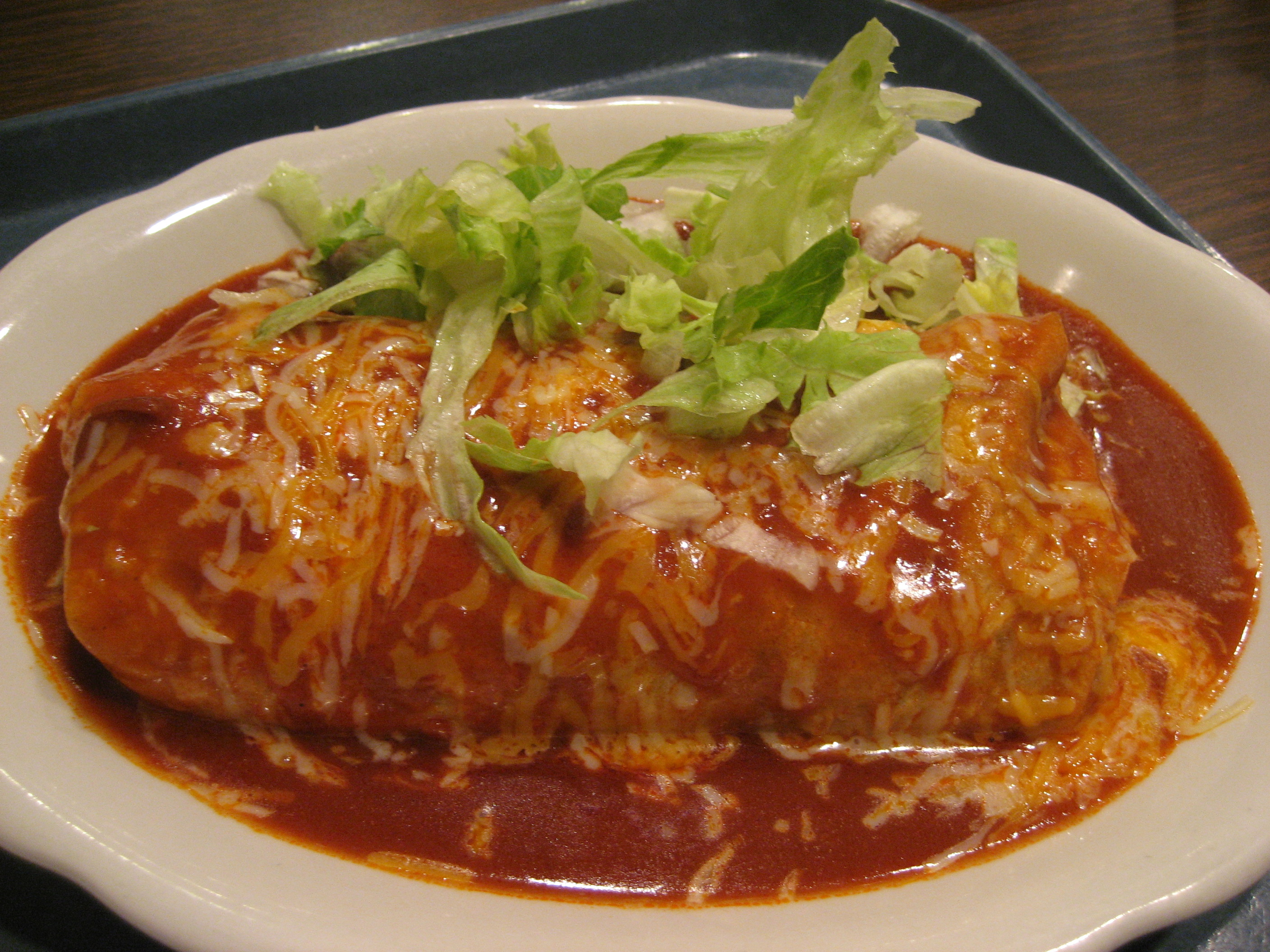
소스를 부어낸 부리토

젖은 부리토(wet burrito)는 상단에 치즈 조각을 녹인 것에 엔칠라다 소스와 비슷한 붉은 칠리 소스로 발라놓은 부리토이다. 그래서 손으로 들고 먹지 않고, 접시에 놓아서 나이프와 포크로 먹는다. "smothered(영어 "(듬뿍) 바른 것")", "엔칠라다식(enchilada style)"으로도 불리며, "모하도(mojado, 스페인어 "젖은")", "수이소(suizo, 스페인어 "스페인의", 스페인에서 치즈 또는 크림을 얹은 요리를 나타내는 형용사로도 쓰인다.)"라고도 부른다. 미시간주의 그랜드래피즈에 있는 벨트라인 바(The Beltline Bar)에서 1966년에 이 부리토 요리가 소개되었다고 한다.

## 유사한 요리
부리토 볼(burrito bowl)은 원칙적으로는 부리토가 아니며, 토르티야 없이 사발에 쌀을 먼저 넣은 후 부리토 내용물을 넣는다.
치미창가(chimichanga)는 부리토를 튀겨 만든 것으로, 남서부 및 텍스멕스 요리에서, 그리고 멕시코의 시날로아주, 소노라주에서 널리 먹는 요리이다.

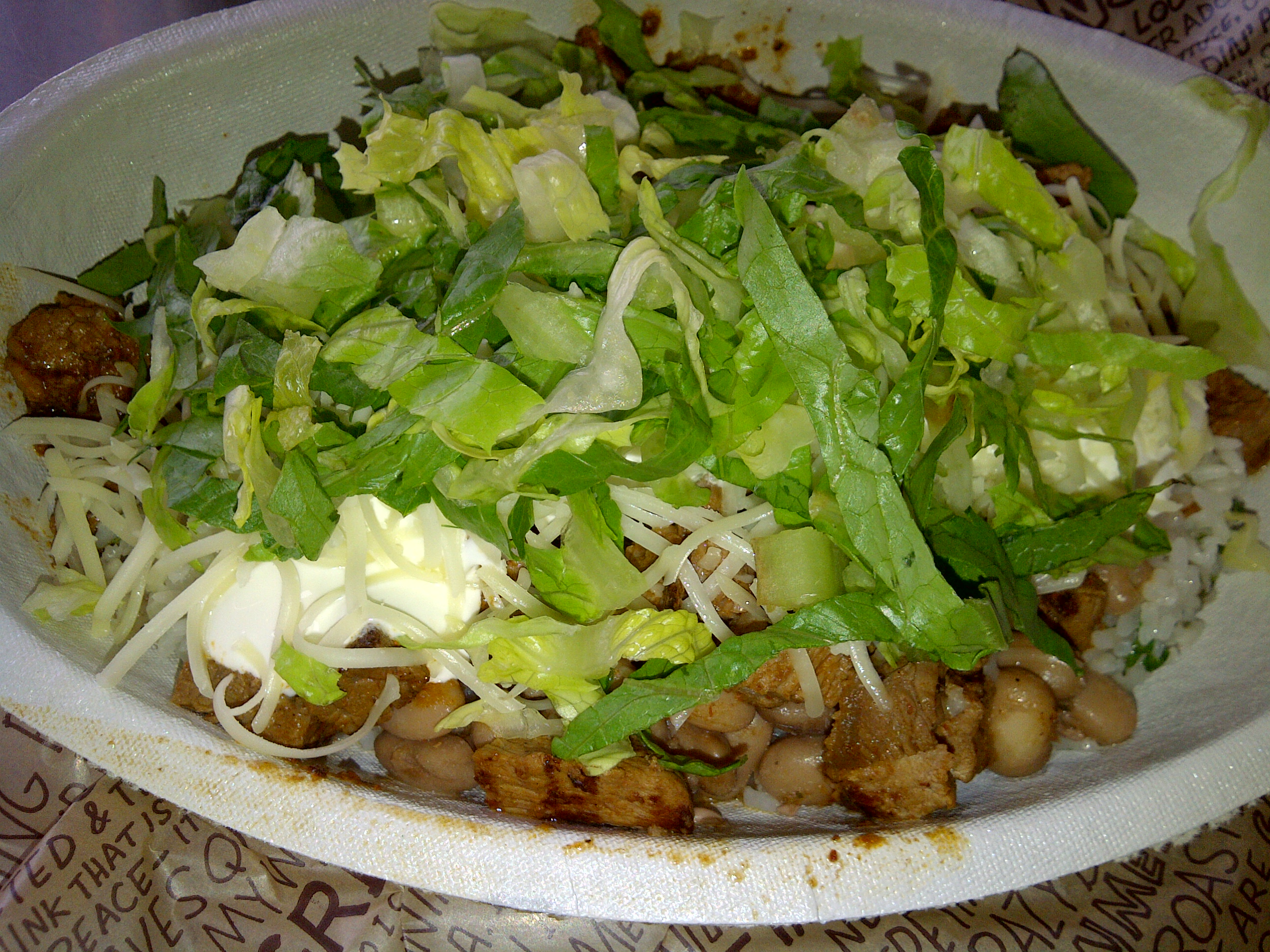
스테이크 부리토 볼
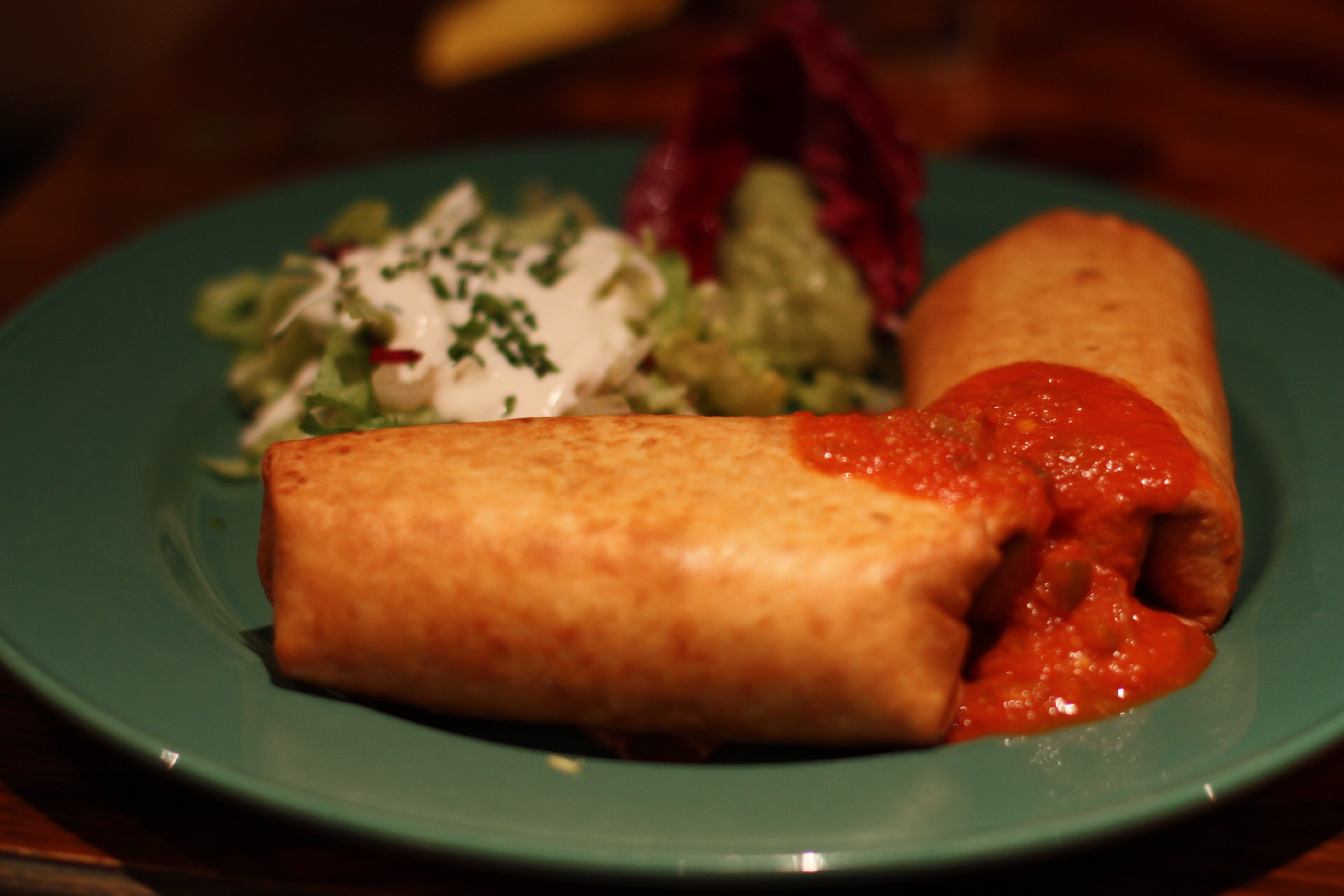
치미창가

## 같이 보기
- 도스마스